# Géographie du Liban
Le Liban est un pays du Moyen-Orient de 10 452 km2 de superficie. Il a deux frontières terrestres, avec Israël au sud, la Syrie à l'est et au nord. À l'ouest, il est bordé par la mer Méditerranée.
L'étroite bande côtière, fortement urbanisée, s'étend de Tyr au sud à Tripoli au nord en passant par Sidon, Beyrouth, Jounieh et Byblos. À l'est, la plaine de la Bekaa, à une altitude moyenne de 900 mètres, est enserrée entre les montagnes du Mont-Liban et de l'anti-Liban.

## Ressources

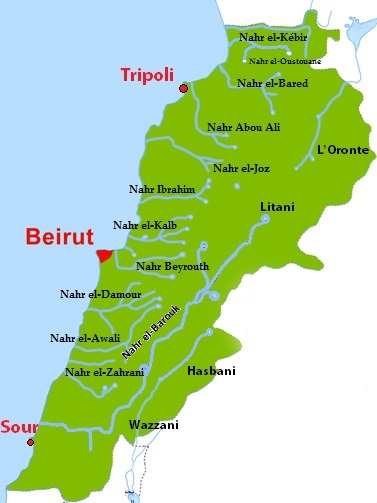
Principales rivières du Liban.

Ressources naturelles : calcaire, minerai de fer, sel, eau.
Exploitation du sol :
- terres arables : 21 % ;
- cultures permanentes : 9 % ;
- pâturages permanents : 1 % ;
- forêts : 8 % (est. 1993) ;
- terres irriguées : 860 km2 (est. 1993).

## Environnement
Problèmes environnementaux : déforestation, érosion, désertification, pollution de l’air à Beyrouth, pollution des eaux côtières.
Catastrophes naturelles : tempêtes de sable.
Traités internationaux sur l’environnement :
- partie à : biodiversité, changements climatiques, désertification, droit de la mer, interdiction des essais nucléaires, protection de la couche d’ozone, pollution maritime, zones humides ;
- signés, mais non ratifiés : préservation de la vie marine.